# Gundelfingen (Bade-Wurtemberg)
Pour les articles homonymes, voir Gundelfingen.
Gundelfingen est une commune de Bade-Wurtemberg (Allemagne), située dans l'arrondissement de Brisgau-Haute-Forêt-Noire, dans le district de Fribourg-en-Brisgau.
En 1972 le village voisin de Wildtal a fusionné avec la municipalité de Gundelfingen.

## Étymologie

### Gundelfingen
Le début du toponyme est une variation du nom propre "Gundolf", le nom du chef alémanique qui  établit sa résidence dans ce lieu, et le suffixe "-ingen" suggère qu'il a son origine au IVe siècle. En français Gundelfingue.

### Wildtal
C'est un mot composé de "Wild" (gibier ou sauvage) et "Tal" (vallée) et peut être traduit par "vallée sauvage".

## Histoire

### Gundelfingen
La première mention écrite de Gundelfingen se trouve à l'an 1008 dans un document où l'empereur Henri II accorda à l'évêque Adalbert II de Bâle le droit de chasser dans le Brisgau.
Depuis 1507 Gundelfingen appartient à Bade.

### Wildtal
Le village Wildtal a été mentionné pour la première fois dans un document écrit en 1273.

## Administration
Le maire de Gundelfingen est également le maire du village voisin Heuweiler qui fait partie de la même unité administrative.

## Évolution démographique
| Année      | 1570 | 1740 | 1825 | 1875 | 1925 | 1950 | 1970 | 2006  |
| ---------- | ---- | ---- | ---- | ---- | ---- | ---- | ---- | ----- |
| Population | 350  | 380  | 620  | 763  | 1091 | 1817 | 5016 | 11573 |

## Lieux

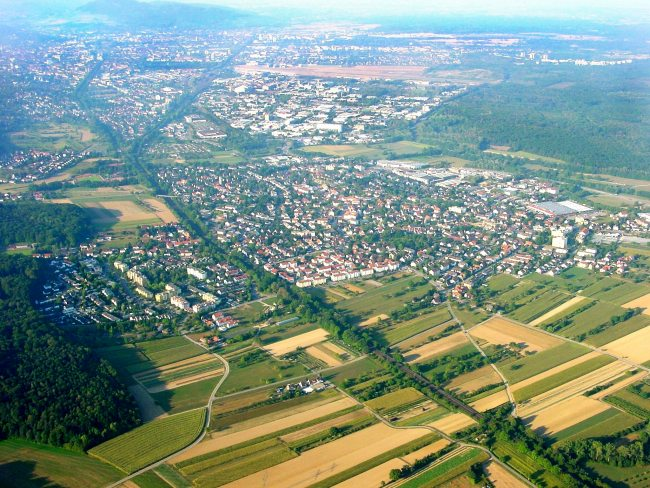
De l'air: La diagonale est le chemin de fer. À sa droite est la plus grande partie bâtie de Gundelfingen. À sa gauche, en bas la route vers Heuweiler et, au-dessus, la forêt avec le sentier ornithologique. Au-dessus de la forêt se trouve Wildtal. Le pont sur la voie ferrée se trouve dans la rue à Wildtal. Le district urbain en haut est Fribourg

Dans le territoire appartenant à la municipalité de Gundelfingen se trouvent, entre autres, les endroits suivants :

### Église protestante
L'église protestante se trouve au coin des rues Kirchstraße et Kirchenwinkel.

#### Nid de cigogne
Depuis 1993, les cigognes nichent de nouveau à Gundelfingen. Un nid est sur le clocher de l'église protestante.

#### Luthereiche (chêne Luther)
Le chêne qui avait été planté en 1883 à côté de l'église protestante à l'occasion du 400e anniversaire de Martin Luther fut le premier monument naturel de Gundelfingen. Un panneau sur le mur de l'église rappelle sa plantation. L'arbre d'une hauteur de 15 mètres fut abattu en 2011 à cause de pourriture cubique. Un nouveau chêne a été planté Iors de la célébration du 500e anniversaire de la Réforme protestante.

### PlaceMeung-sur-Loire
La place porte le nom de la ville jumelle. Elle est située au nord-ouest du carrefour au centre de Gundelfingen. Il y a un boulodrome.

### À l'est de la voie ferrée

#### Étang
Dans un petit parc au cœur de la zone résidentielle Am See (au lac) à l'est de la gare se trouve un étang. Canards colverts et poissons rouges y habitent.

#### Sentier ornithologique
Plus à l'est, dans la forêt au-dessus des rues Sonnhalde et Jägerpfad, il y a un sentier d'observation des oiseaux avec plus de 40 nichoirs où des oiseaux de nombreuses espèces couvent.

#### Vignoble
Le coteau au sud de cette zone et au nord de la rue Am Rebberg, elle-même au nord de la rue que relie Gundelfingen avec Wildtal, est appelée "Rebberg" (mont des vignes). Dans ses pentes sont cultivées des vignes pour la production de vin (viticulture).

#### Leheneck
Plus au nord-est, il y a un seuil bas appelé "Leheneck", 323 mètres sur le niveau de la mer, offrant une vue magnifique vers le nord (Heuweiler) et le sud (Wildtal).

### Wildtal
Wildtal n'est pas seulement le nom du village mais aussi de la vallée. Le ruisseau le plus important de cette vallée et aussi de Gundelfingen est le Schobbach.

#### Dorfbrunnen
À Wildtal, au coin des rues Heuweilerweg et Talstraße, se trouve le "Dorfbrunnen" (puits du village).

#### Talstraße
La "Talstraße" (rue de la vallée ou bien talweg) conduit directement à travers toute la vallée de "Wildtal".

#### Wildtalereck
À la fin de la vallée se trouve le Wildtalereck, à 456 mètres d'altitude, offrant un panorama vers l'ouest.

#### Waldbrunnerhof
De la Talstraße, le Waldbrunnerweg bifurque vers le sud. Depuis la ferme appelée Waldbrunnerhof, à 147 mètres du niveau de la mer, on a une belle vue. Si l'on continue sur le chemin on atteint le château.

#### Château de Zähringen
La montée la plus courte est du cimetière de Wildtal à travers la forêt de montagne.

### Reutebacher Höfe
Les fermes appelées "Reutebacher Höfe" sont situées dans une zone appelée Reutebach. Dans le passé, elles appartenaient au village disparu Reutebach qui était plus grand. Des restes de l'église de ce village ont été trouvés sous le parking au Harbuckweg à côté du pont sur le ruisseau Reutebach dans la forêt de Zähringen (faubourg de Fribourg) où il y a un panneau explicatif de la découverte.

#### Rottecksruhe
La plus haute des fermes Reutebacher Höfe était le Schönehof à une hauteur de 590 mètres. À sa place est maintenant une petite cabane où l'on peut se reposer. Cet endroit est appelé Rottecksruhe (repos Rotteck).

##### Karl von Rotteck
La ferme appartenait à Karl von Rotteck, un politicien allemand (né à Fribourg le 18 juillet 1775 et mort à Fribourg le 26 novembre 1840).

### Roßkopf

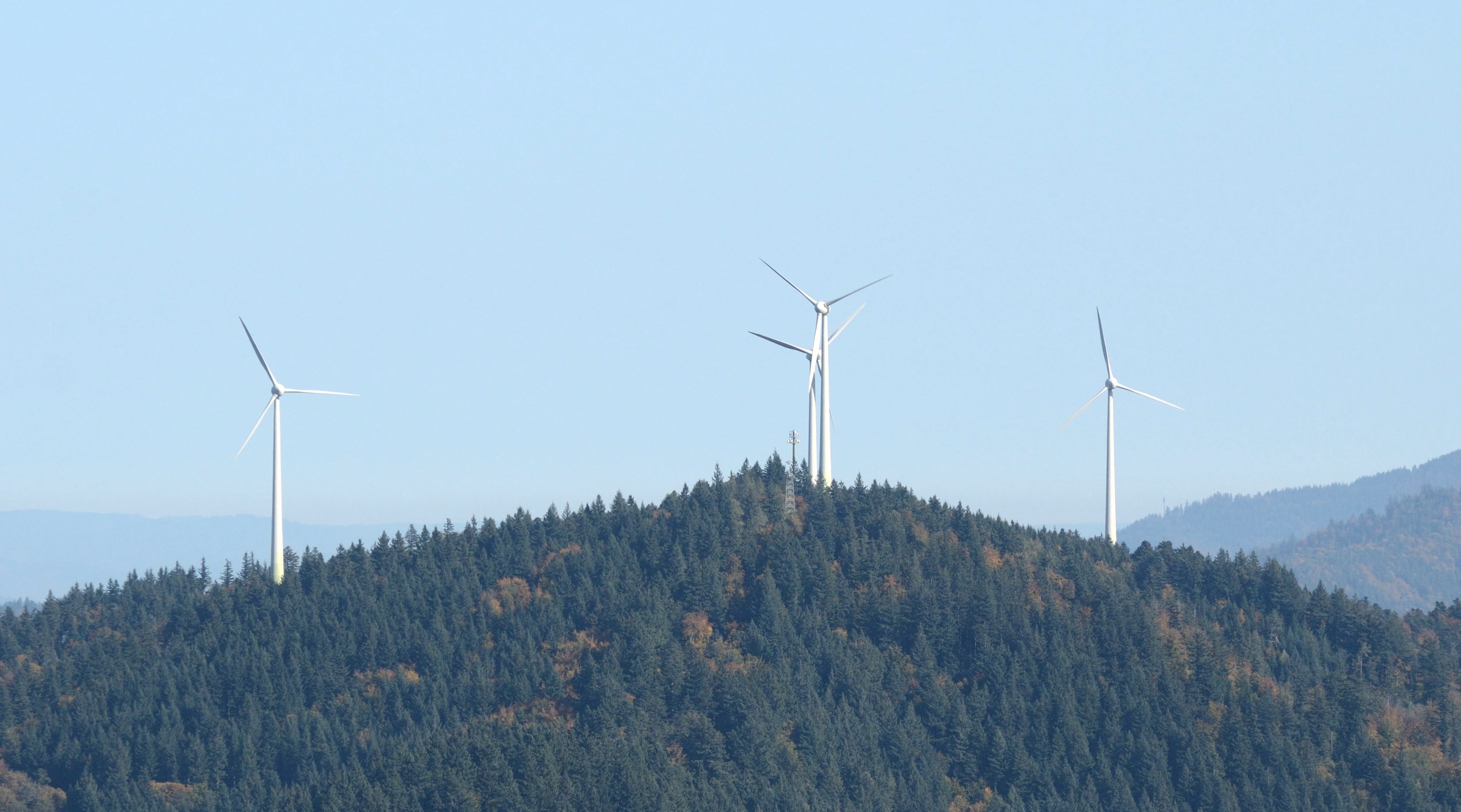
Le sommet du Roßkopf

La montagne est appelée Roßkopf (tête de cheval). Elle s'élève à 737 mètres d'altitude.

#### Roßkopfturm(le belvédère du Roßkopf)
Directement au nord du sommet et près d'une petite cabane se trouve la tour Roßkopfturm, une tour en acier d'une hauteur de 35 mètres construite en 1889. D'en haut, on a une vue panoramique sur Fribourg, les montagnes environnantes et la vallée du Rhin avec le Tuniberg et le Kaiserstuhl et, certains jours, lorsque la visibilité est particulièrement bonne, on peut même observer les Vosges.

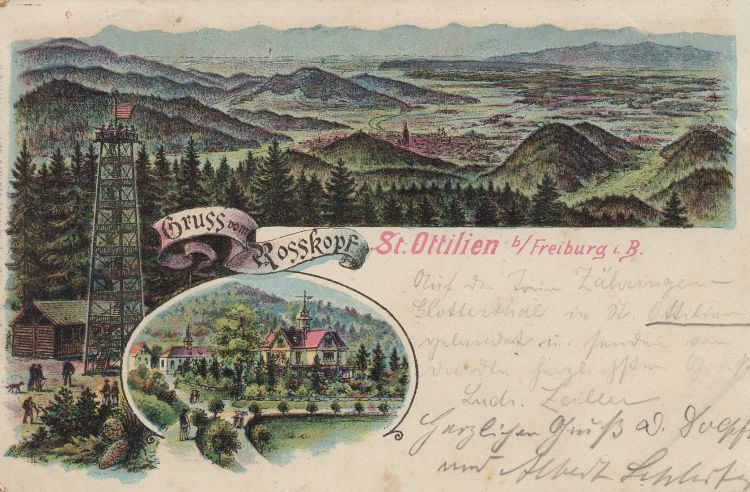
Carte postale de 1900 avec vue vers Freiburg et les Vosges et inséré une vue de St. Ottilien
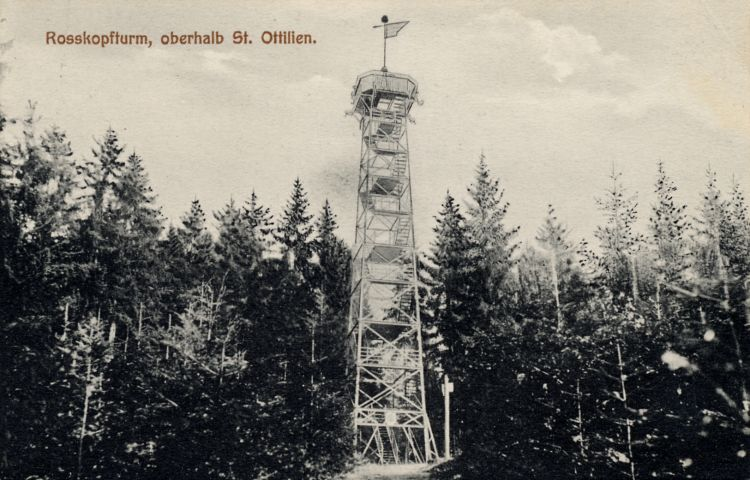
Carte postale de 1905
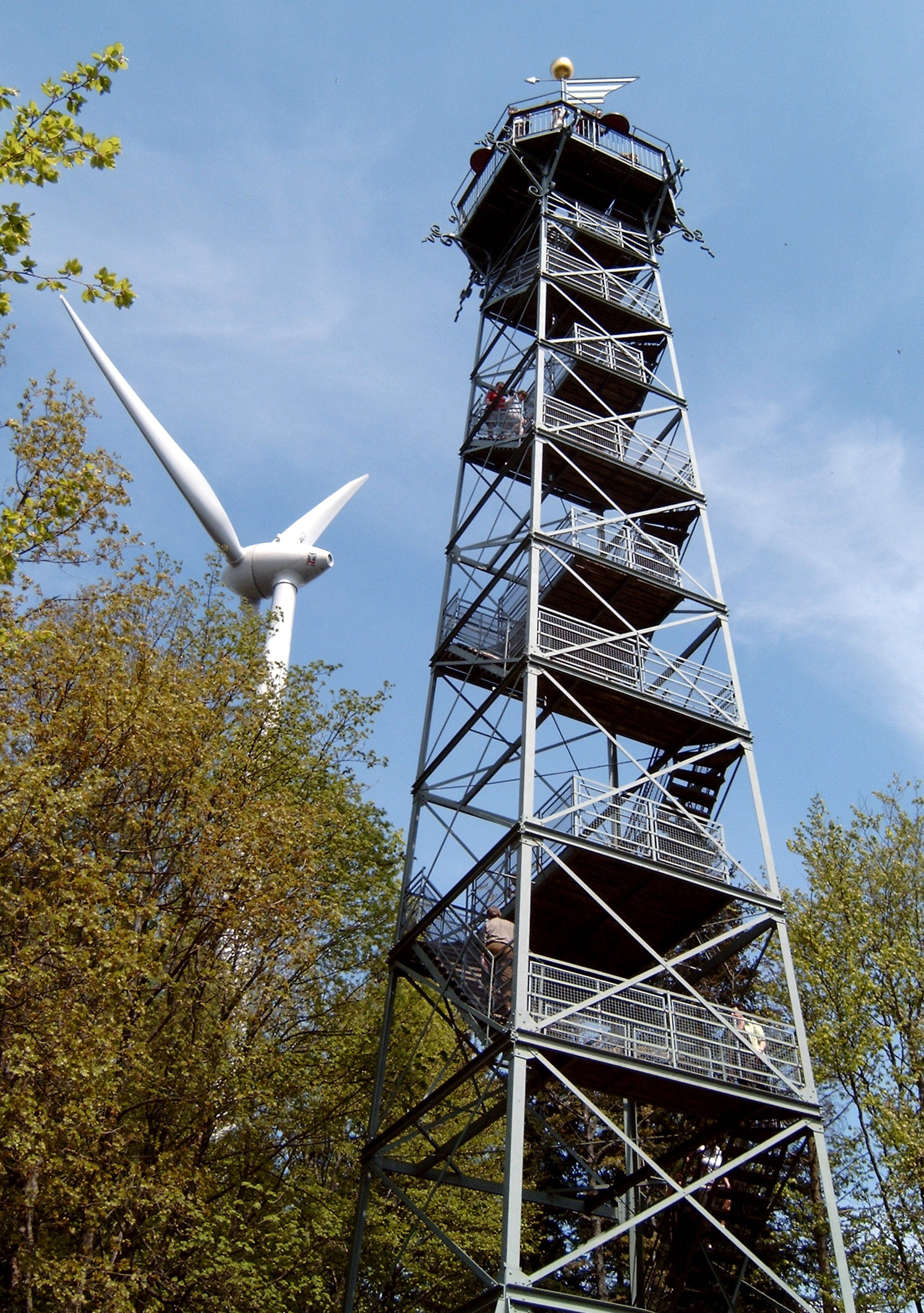
Tour avec éolienne 2008
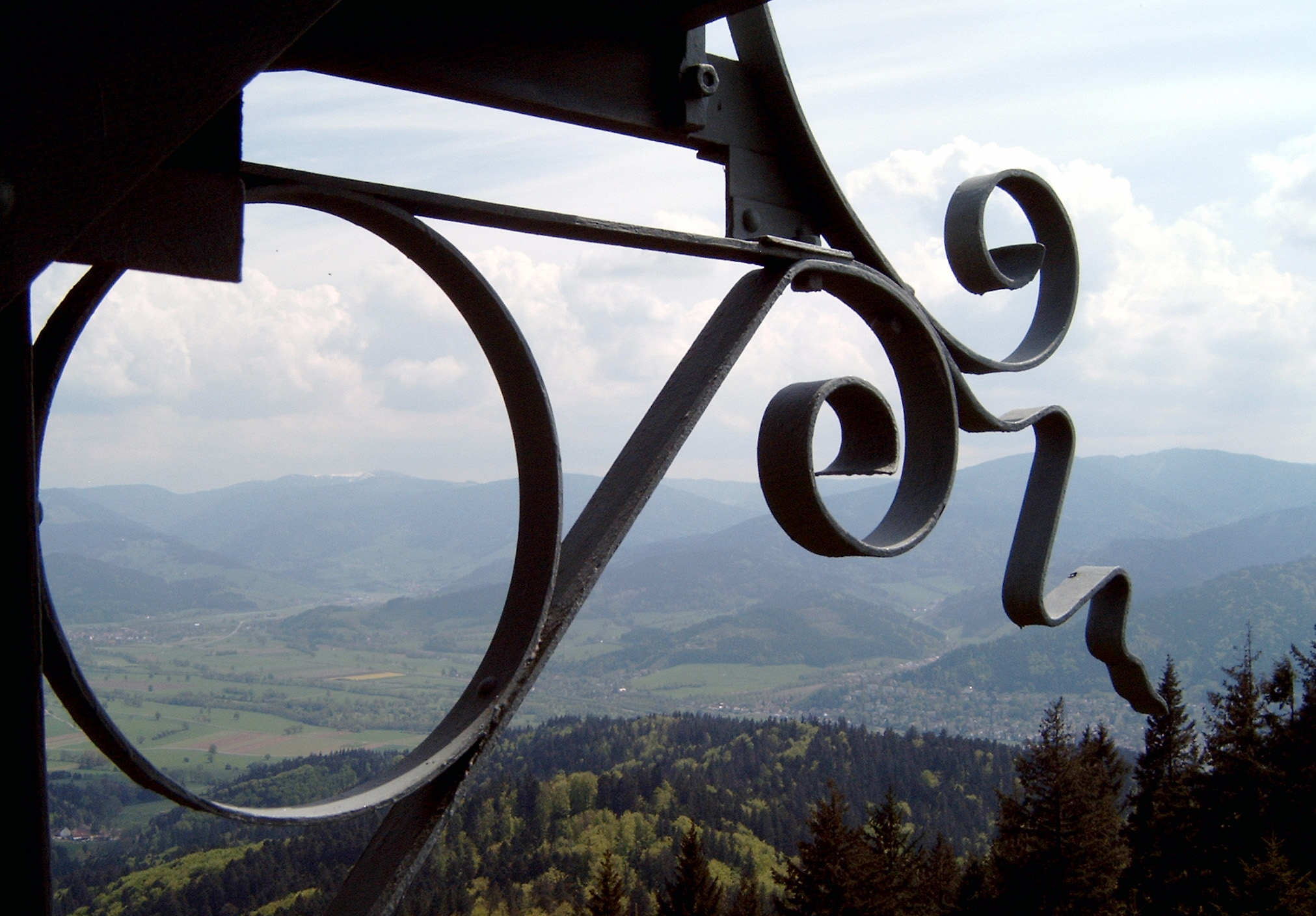
Vue de la tour dans la vallée de la rivière Dreisam
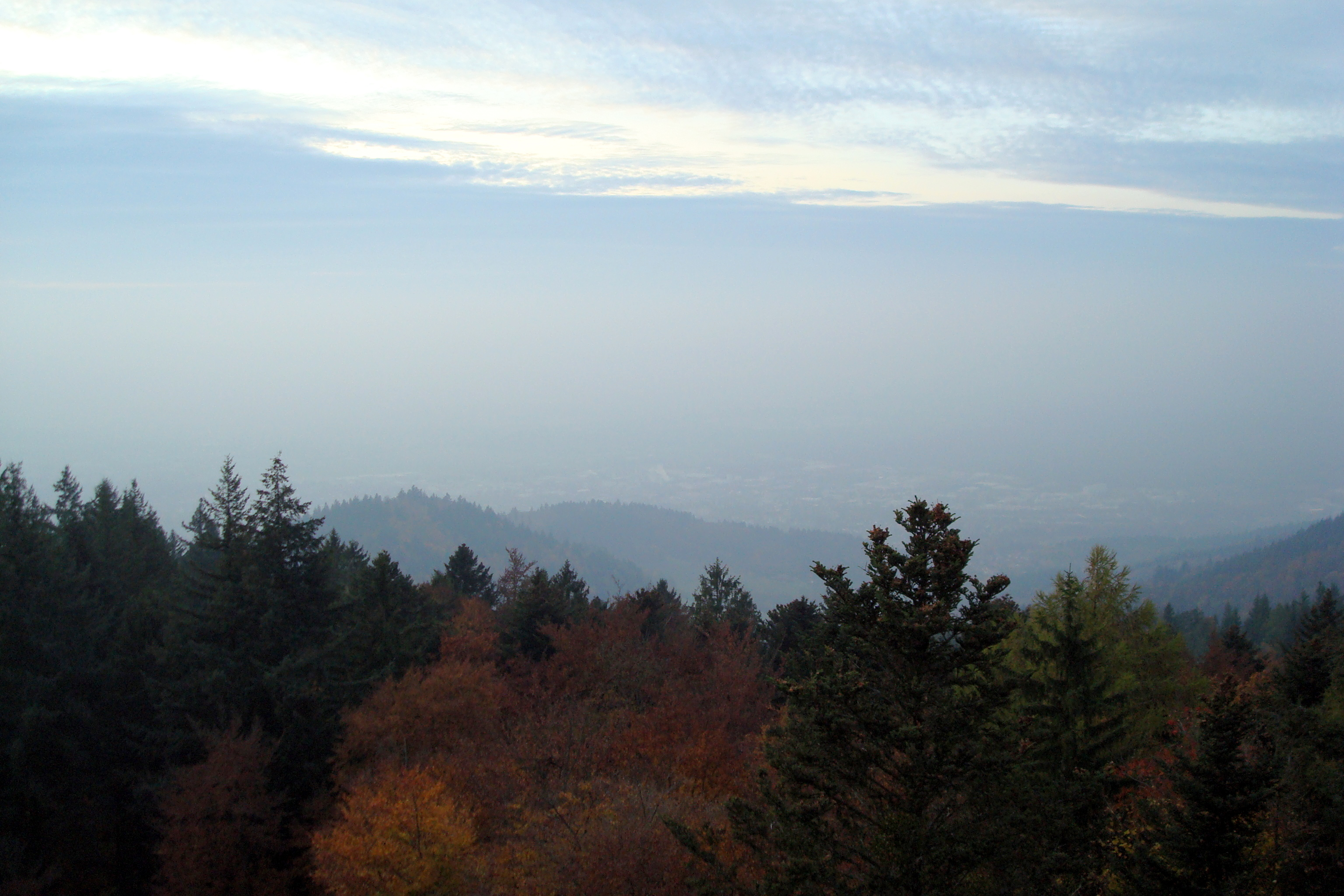
Vue de la tour sur le Roßjopf vers l'ouest, en bas (mais non visible sur la photo) Fribourg

Panorama depuis la plateforme d'observation de la tour :

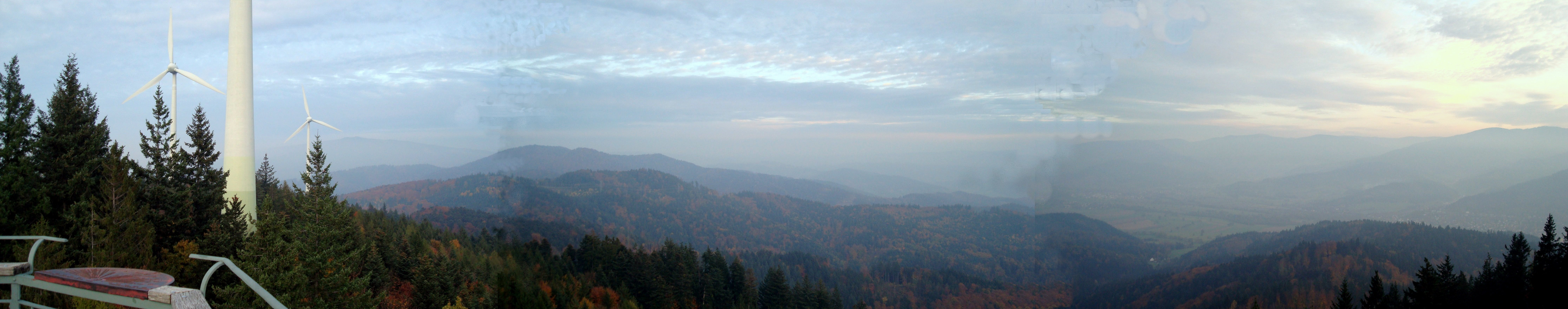
Panorama depuis la plateforme d'observation de la tour

##### Promenades à la Tour
Par exemple quatre itinéraires différents :
1) Gundelfingen-Wildtal: arrêt Obermatten à Wildtal du bus ligne 15 – en direction du mont – à droite Talstraße – ensuite à gauche au cimetière de Wildtal – vers le haut au château de Zähringen (environ 2 km, restaurant et parking à proximité) – Roßkopfturm (en tout environ 4,6 km).
2) Fribourg-Zähringen: arrêt Reutebachgasse du tram ligne 2 – Reutebachgasse – après 500 m, où la rue tourne à droite, légèrement à gauche sur le pont pour piétons sur le ruisseau Reutebach – 
(variante depuis la gare de Zähringen, environ 350 m plus courte: Pochgasse – après 60 m Kirchweg à droite – ensuite Kirchplatz à gauche – escalier à droite - )
– le long le ruisseau à travers la gorge du Reutebach – Harbuckweg (parking) – tout de suite en haut vers la Ladstatt - Roßkopfturm (environ 5,5 km).
3) Fribourg-Littenweiler: terminus Lassbergstraße du tramway ligne 1 - Heinrich-Heine-Straße - Schwarzwaldstraße vers la droite -
(ou à partir du terminus du tramway avec bus ligne 18 à l'arrêt Ebneter Nepomukbrücke, environ 650 m plus courte) -
- traverser le pont - tourner vers la gauche - le long d la rivière Dreisam (Kartäuserstraße) - après l'auberge de jeunesse à droite - au-dessus de la Kartause (chartreuse) en haut vers St. Ottilien (église, restaurant et parking) - Roßkopfturm (environ 4,6 km).
4) Kandelhöhenweg (chemin d'altitude du Kandel) du Club de la Forêt Noire à partir de la porte de la ville Schwabentor à Fribourg (section du chemin à St. Peter). Le trajet est balisé par des losanges rouges avec un K blanc à l'intérieur  le long du chemin et la distance à la tour est 5 km.

#### Martinsfelsen
Vers l'est se trouve le Martinsfelsen (la roche de Martin), à 686 mètres d'altitude, offrant une vue sur le nord du Brisgau.

#### Éolienne
L'une des quatre éoliennes est  située dans la partie de la montagne qui appartient à Gundelfingen. Les trois autres sont directement à côté de la frontière avec Fribourg.
À cause de ces éoliennes sur son sommet le Rosskopf est facilement reconnaissable de loin.

### Aire protégée
Une grande partie de la région montagneuse à l'est Gundelfingen a été classée comme aire protégée de Bade-Wurtemberg sous le nom de "Landschaftsschutzgebiet Gundelfingen-Wildtal-Heuweiler".

### Religion
- Depuis l'imposition de la Réforme protestante dans certaines contrées du Pays de Bade en 1556, Gundelfingen a un pasteur protestant.
- Les baptistes s'établirent  à Gundelfingen en 1877.
- Une église catholique a été construite en 1966. Elle est consacrée à Saint Nicolas de Flüe[2].
- Il y a même une chapelle orthodoxe russe dans un endroit isolé au Roßwinkel.

## Circulation routière
La région dispose d'un réseau routier bien développé :
- Autobahn (autoroute) A 5. Sortie Freiburg-Nord.
- Bundesstrasse (route nationale) B 3.
- Bundesstrasse (route nationale) B 294.

## Transport en commun

### Autobus
Départ depuis l'arrêt du tramway Hornusstraße dans le faubourg Zähringen de Fribourg: Lignes 15 (circulaire passant aussi par Wildtal) et 16 (tout droit).

### Tramway
La construction de la première section du prolongement du tram, à savoir jusqu'à la frontière sud de Gundelfingen, a commencé en automne 2011 et devrait entrer en service en 2014.

### Chemin de fer
À la gare de Gundelfingen s'arrêtent tous les trains de la ligne Fribourg - Waldkirch - Elzach et quelques trains locaux à Offenbourg.

### Où descendre?
Pour explorer le centre de Gundelfingen on descend de l'autobus à un arrêt contenant le mot Rathaus (mairie). Si on veut explorer la zone résidentielle à l'est de la voie ferrée et ses environs on descend à Waldstraße. Le meilleur arrêt à Wildtal est Obermatten (ligne 15).

## Carnaval
À Gundelfingen il y a deux clubs de carnaval :
- Gundelfinger Dorfhexen (sorcières du village)
- Fässlistemmer (éleveurs de tonnelets)

## Jumelage
- Meung-sur-Loire (France) depuis 1987
- Bieruń (Pologne) depuis 1997
- Scheibenberg (Allemagne) depuis 1997
- Moravský Beroun (Tchéquie)
- Ostroh (Ukraine)